# TAF8
TAF8‏ (TATA-box binding protein associated factor 8) هوَ بروتين يُشَفر بواسطة جين TAF8 في الإنسان.